# Экстрасинаптическая нейротрансмиссия

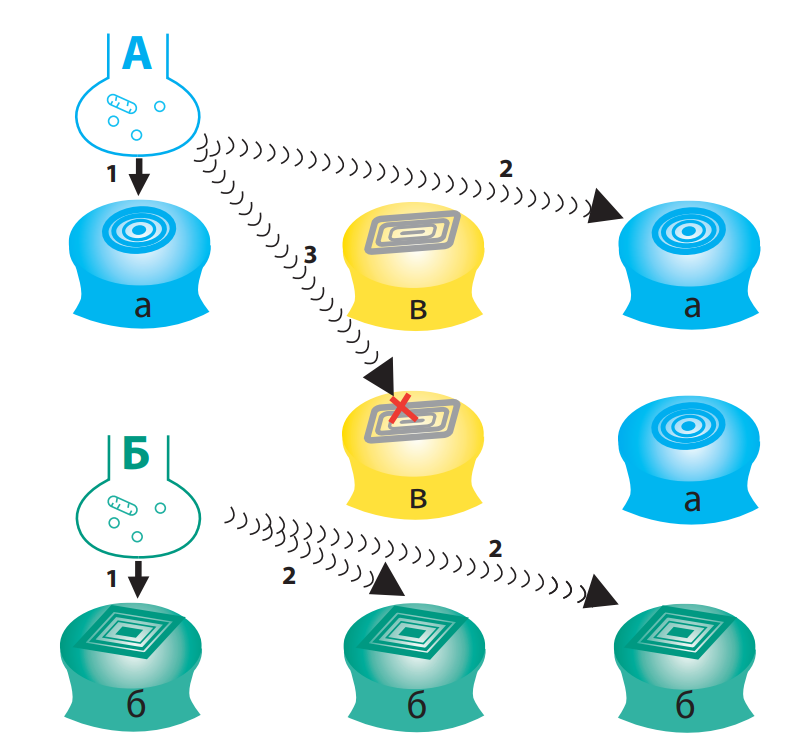

Экстрасинаптическая (то есть действующая вне синаптической щели), или объемная нейротрансмиссия (синапти́ческая переда́ча, нейропереда́ча), или внесинаптическая диффузия — альтернативный механизм активации нейронов, подразумевающий собой медленную синаптическую трансмиссию и, предположительно, лежащую в основе модуляции и «настройки» функций многих нейротрансмиттеров (моноаминов и окиси азота). Одной из основных характеризующих данный процесс черт является его реализация без участия синапсов. Включает в себя выделение нейротрансмиттера на определенное расстояние от конечной цели (то есть сайта экстрасинаптического рецептора). Основную роль в процессе играет глутамат, участвуя в передаче сигнала в соседние синапсы путем суммации оного. Реализация глутамата в данном случае осуществляется в соседних синапсах. Также стоит отметить, что объёмная нейротрансмиссия невозможна без наличии явления химической диффузии. Известно, что посредством химического мессенджера, отправление одного нейроном к другому, может путем диффузии распространяться к отдаленным от синапса участкам. Нейротрансмиссия может возникнуть в совместимом рецепторе в пределах радиуса диффузии соответствующего нейромедиатора. Это явление по аналогии можно сравнить с работой современных сотовых телефонов, которые функционируют в пределах радиуса действия вышки сотовой связи. Данный феномен является одним из свойств химической составляющей нервной системы, при этом подобную нейротрансмиссию можно сравнить со своего рода химическим «порывом ветра».
Ретроградная сигнализация способствует активно-зависимому выделению вещества от постсинаптических клеток, и его связывание с рецептором на пресинаптическом терминале (например, эндоканнабиоиды модулируют активность глутамат и гама-аминомаслянную кислоту).
Также хорошим примером объемной нейротрансмиссии является действие дофамина в префронтальной коре. В данной области мозга очень мало транспортных насосов обратного захвата дофамина (дофаминовых транспортёров). Таким образом их становится недостаточно для прекращения действия дофамина, высвободившегося в префронтальной коре в ходе нейротрансмиссии. В других же областях мозга положение дел обстоит совсем иначе: так, например, в полосатом теле насосы обратного захвата допамина присутствуют в избыточном количестве. Таким образом, в ходе дофаминовой нейротрансмиссии в синапсе префронтальной коры дофамин свободно выходит за пределы этого синапса и диффундирует к соседним дофаминовым рецепторам, стимулируя их, даже если в этих местах нет синапсов.